# Chiesa dei Santi Vito e Modesto (Spinea)
La chiesa dei Santi Vito e Modesto è la parrocchiale di Spinea, nella città metropolitana di Venezia e nella diocesi di Treviso; fa parte del vicariato di Mirano.
La chiesa è il principale luogo di culto della città e conserva al suo interno alcune interessanti opere, tra cui un'Incoronazione della Vergine del 1524 di Vittore Belliniano e l'organo del 1773 di Gaetano Callido.

## Storia
Le origini della chiesa risalgono al XII secolo, epoca in cui venne edificata una pieve le cui tracce sono state rinvenute nel corso di opere di restauro del presbiterio odierno. Poco distante fu ritrovato anche un sarcofago romano di epoca imperiale, oggi esposto presso il Museo archeologico nazionale di Altino.
La chiesa venne consacrata il 3 ottobre 1490 dal vescovo Nicolò II Franco di Treviso.
Dal 1493 al 1797 la chiesa fu affidata ai monaci benedettini di Monte Oliveto, che già avevano un monastero sull'isola di Sant'Elena (Venezia): gestirono la parrocchia, abbellendola con pregevoli sculture lombardesche.
L'attuale parrocchiale venne costruita nel 1750, e consacrata il 10 novembre 1769 dal vescovo Paolo Francesco Giustinian.

## Descrizione

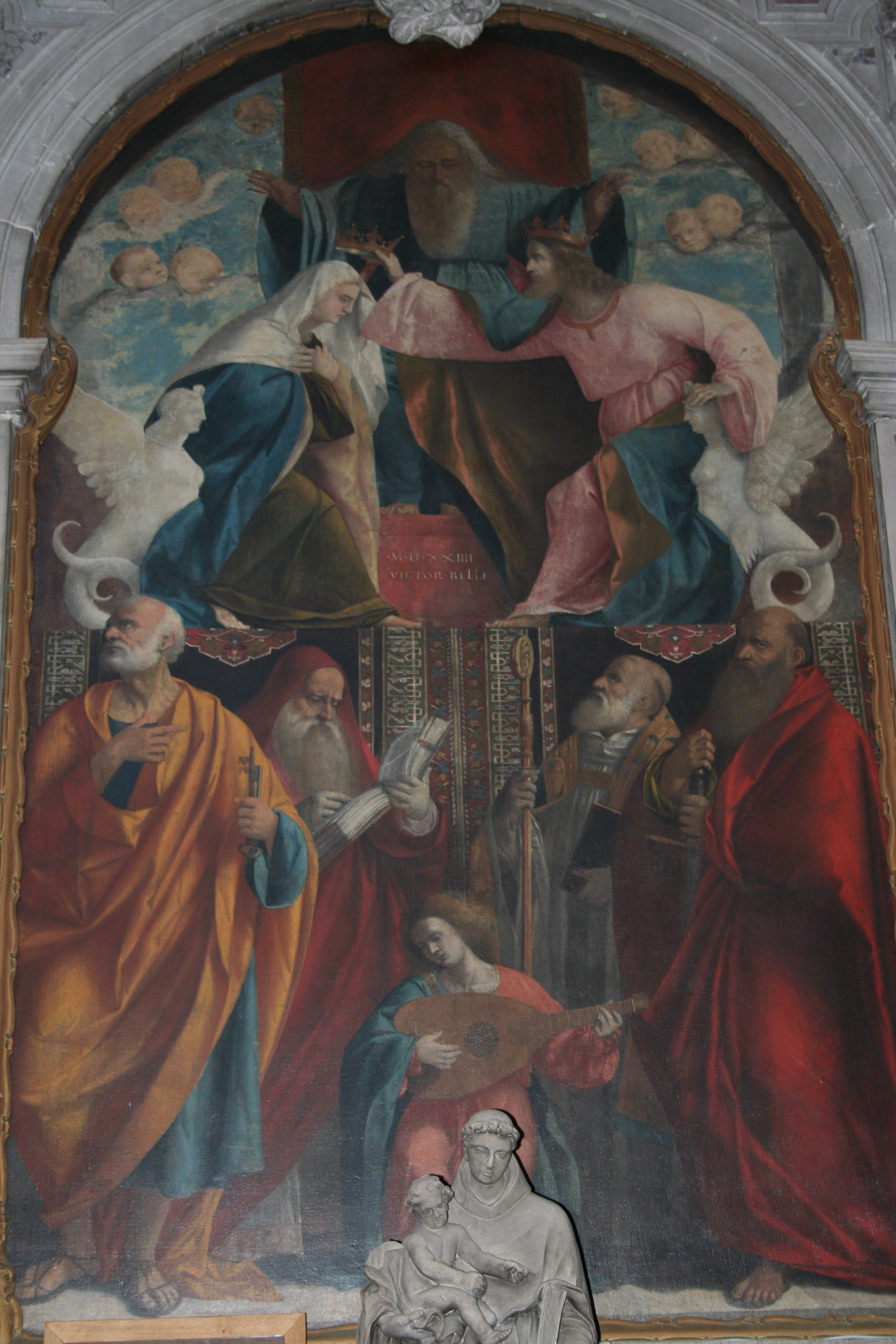
Vittore Belliniano, Incoronazione della Vergine (1524)

La facciata è decorata con due sculture quattrocentesche di Giovanni Buora (1445–1513), raffiguranti, probabilmente, i santi Patroni. All'interno è conservata una pregevole scultura della Madonna con Bambino del medesimo Autore. Vi sono, inoltre, numerosi affreschi di Gaspare Diziani (1689–1767) raffiguranti i santi patroni Vito e Modesto, Gesù tra i dottori del tempio, la Trasfigurazione, la Teologia e la sua opera più importante Il sacrificio di Melchisedek, oltre a diversi evangelisti e profeti.
Su un altare laterale, si trova la pregevole pala che raffigura l'Incoronazione della Vergine con santi, opera di Vittore Belliniano del 1524. Altre opere importanti sono il Battesimo di Gesù di Francesco Montemezzano (1540-1602) della scuola del Veronese e il bassorilievo della Madonna delle candelabre di Antonio Rossellino (1427-1479).
All'interno della chiesa, la cappella dedicata a Santa Francesca Romana ospita una pala d'altare realizzata nel 1622 da Odoardo Fialetti (1573-1638).
La chiesa custodisce un importante organo realizzato nel 1773 da Gaetano Callido (numero di matricola 86), una delle opere più preziose della organistica veneta.

## Torre campanaria
Il campanile della chiesa dei Santi Vito e Modesto, ricavato da un’antica torre d'avvistamento, è uno degli ultimi resti del castello di Orgnano, abbattuto nel XVI secolo. Ospita tre campane più un campanello di richiamo, tutti fusi dalla antica fonderia De Poli di Vittorio Veneto. La grande, dedicata alla Madonna del Rosario, è del 1920. La seconda, dedicata a San Vito, è del 1878 mentre la piccola, dedicata a San Modesto, è del 1858. Il campanello invece è stato fuso assieme alla campana maggiore ed è dedicato a Sant'Antonio di Padova.